# Gribetang
En gribetang er til at samle ting op uden at skulle bukke sig.
Gribetangen har et langt skaft. Øverst sidder et håndtag, man kan klemme sammen, så tangen i den anden ende af skaftet lukker sig om den genstand, der skal samles op, og tangen åbner sig igen, når man slipper grebet. Med gribetangen kan man samle lette ting op fra gulvet eller beholdere. Man undgår dermed at bukke sig. Man er også fri for at skulle stille sig på en stige eller stol, når man griber efter ting, der er højere oppe. Den er nyttig for handicappede og ældre. En gribetang bruges også til at samle skrald op med, så man undgår at skulle berøre det. Den er således også en videreførelse af klunsernes syvtal, som de brugte til at rode i skraldebøtter med.
Gribetangens første anvendelse var til affald. På tysk Müllkralle (affaldsklo) og på engelsk garbage claw.